# Conseil d'État du canton de Glaris
Le Conseil d'État du canton de Glaris (en allemand : Regierungsrat des Kantons Glarus) est le gouvernement du canton de Glaris, en Suisse.

## Description
Le Conseil d'État du canton de Glaris est une autorité collégiale,, composée de cinq membres (sept membres avant 2006). Il se réunit en principe une fois par semaine, à l'hôtel de ville.
Le président du gouvernement porte le titre de Landammann (féminin : Frau Landammann), le vice-président celui de Landesstatthalter (féminin : Landesstatthalterin),.
Chaque membre du Conseil d'État dirige un département (en allemand : Departement). Les départements portent les noms suivants :
- Département des finances et de la santé (Departement Finanzen und Gesundheit)
- Département de la formation et de la culture (Departement Bildung und Kultur)
- Département des constructions et de l'environnement (Departement Bau und Umwelt)
- Département de l'économie et de l'intérieur (Departement Volkswirtschaft und Inneres)
- Département de la sécurité et de la justice (Departement Sicherheit und Justiz).

## Élection
Les membres du Conseil d'État sont élus pour quatre ans à l'urne au système majoritaire. Ils entrent en fonction le jour de la Landsgemeinde.
Le président et le vice-président sont élus par la Landsgemeinde pour une période de deux ans. Le président n'est pas immédiatement rééligible à l'un des deux postes, tandis que le vice-président n'est pas immédiatement rééligible à son poste.

## Composition

### Législature en cours (2022-2026)
Date de l'élection : 13 février 2022
- Kaspar Becker (LC), département des constructions et de l'environnement. Vice-président de 2022 à 2024
- Andrea Bettiga (de) (PLR), département de la sécurité et de la justice
- Markus Heer (PS), département de la formation et de la culture
- Marianne Lienhard (UDC), département de l'économie et de l'intérieur
- Benjamin Mühlemann (PLR), département des finances et de la santé. Président de 2022 à 2024

### Anciennes compositions

#### 2018-2022
Date de l'élection : 4 mars 2018,
- Kaspar Becker (PDC)
- Andrea Bettiga (de) (PLR). Président de 2018 à 2020[17]
- Marianne Lienhard (UDC). Présidente de 2020 à 2022[18]
- Benjamin Mühlemann (PLR)
- Rolf Widmer (de) (PDC)

#### 2014-2018
Date de l'élection : 9 février 2014
- Andrea Bettiga (de) (PLR)
- Marianne Lienhard (UDC)
- Robert Marti (de) (PBD). Président de 2014 à 2016[20]
- Benjamin Mühlemann (PLR)
- Rolf Widmer (de) (PDC). Président de 2016 à 2018

#### 2010-2014
Date de l'élection : 7 mars 2010,
- Andrea Bettiga (de) (PLR). Président de 2012 à 2014[22]

- Christine Bickel (PS)

- Marianne Dürst (PRD), département de l'économie et de l'intérieur

- Robert Marti (de) (PBD)

- Rolf Widmer (de) (PDC)

## Histoire
En 2006, le gouvernement passe de sept à cinq membres et le mandat du président et du vice-président passe de quatre à deux ans.
Le Parti socialiste accède pour la première fois au gouvernement en 1942. Il occupe deux sièges de 1956 à 1966, de 1994 à 1998 et de 2002 à 2006.
La première femme élue au gouvernement est Marianne Dürst (PRD) en 1998 (après six tentatives infructueuses d'autres femmes avant elle). Elle est également la première femme à présider le gouvernement, de 2008 à 2010.

### Bases légales
- Constitution du canton de Glaris (Cst./GL) du 1er mai 2008 (état le 17 septembre 2020), RS 131.217.
- Gesetz über die Organisation des Regierungsrates und der Verwaltung (RVOG/GL) du 2 mai 2004 (version en vigueur : 1er septembre 2014), GS II A/3/2
- Verordnung über die Organisation des Regierungsrates und der Verwaltung (RVOV/GL) du 21 mars 2006 (version en vigueur : 1er avril 2022), GS II A/3/3